# الدين والجغرافيا
الدين والجغرافيا هي دراسة تأثير الجغرافيا؛ أي المكان والفضاء المكاني، على المعتقد الديني .
وف جانب آخر من جوانب العلاقة بين الدين والجغرافيا تكمن الجغرافيا الدينية، حيث تتأثر الأفكار الجغرافية بالدين، مثل رسم الخرائط المبكرة، والجغرافيا التوراتية التي تطورت في القرن السادس عشر لتحديد أماكن من الكتاب المقدس.

## تقاليد البحث
تقليديا، يمكن بوضوح رؤية العلاقة بين الجغرافيا والدين من خلال تأثيرات الدين في تشكيل الفهم الكوني للعالم. ومنذ القرنين السادس عشر والسابع عشر الميلاديين، ركزت دراسة الجغرافيا والدين بشكل أساسي على تحديد انتشار المسيحية والتي عرفت بالكنسية، على الرغم من أنه في النصف الأخير من القرن السابع عشر الميلادي، فإن التأثير على الديانات الأخرى أخذت بالحسبان.
تضمنت الأساليب التقليدية الأخرى لدراسة العلاقة بين الجغرافيا والدين الاستكشافات اللاهوتية لأعمال الطبيعة، وهو نهج حتمي للغاية من الناحية البيئية حدد دور البيئات الجغرافية في تحديد طبيعة وتطور التقاليد الدينية المختلفة.
وبالتالي، فإن الجغرافيين أقل اهتمامًا بالدين بحد ذاته، لكنهم أكثر حساسية عند الحديث عن كيفية تأثير الدين بكونه ميزة ثقافية على النظم الاجتماعية والثقافية والسياسية والبيئية. ليست نقطة التركيز هي تفاصيل المعتقدات والممارسات الدينية، ولكن كيف يتم استيعاب المعتقدات والممارسات الدينية من قبل أتباعها، وكيف تؤثر عمليات الاستيعاب هذه على النظم الاجتماعية وتتأثر بها.

## الأماكن المقدسة
تسعى المقاربات الجغرافية الثقافية التقليدية لدراسة الدين بشكل أساسي إلى تحديد تأثير الدين على المشهد الطبيعي. لا يبرز نهج أكثر حداثة لدراسة تقاطعات الجغرافيا والدين دور الدين في التأثير على تغيرات المناظر الطبيعية وفي تحديد المعاني المقدسة لأماكن محددة، ولكنه يقر أيضًا كيف يتم توجيه الإيديولوجية والممارسة الدينية في أماكن محددة بدورها وتحولت من قبل موقعهم.
تحول الخبرات الدينية والإيمان بالمعاني الدينية المساحات المادية إلى أماكن مقدسة. تؤثر هذه التصورات والخيال على الطريقة التي يتم بها استخدام هذه المساحات، وتطور المعاني الروحية الشخصية في استخدام هذه الأماكن المقدسة. تتجاوز هذه المساحات الدينية الهامة المساحات الدينية / الروحية (مثل أماكن العبادة) لتشمل المساحات الدينية غير الرسمية مثل المنازل والمدارس وحتى الهيئات. ركزت هذه الأعمال على كل من الجوانب المادية للمساحات (مثل التمييز المعماري) والمساحات المبنية اجتماعيًا (مثل الطقوس وترسيم المساحات المقدسة) لتقديم معنى وأهمية دينية.
التركيز الرئيسي في دراسة الأماكن المقدسة هو سياسة الهوية والانتماء والمعنى التي تُنسب إلى المواقع المقدسة، والمفاوضات المستمرة من أجل السلطة والشرعية. في الأوساط متعددة الثقافات، تشكل المسابقة للشرعية والموافقة العامة والمفاوضات المتعلقة باستخدام مساحات معينة في صميم تحديد كيفية فهم المجتمعات واستيعابها وصراعها للتنافس على الحق في ممارسة تقاليدها الدينية في الأماكن العامة.

## المجتمع والهوية
قد يكون الدين نقطة انطلاق لدراسة قضايا تكوين الهوية العرقية وبناء الهوية العرقية  وغالبًا ما يهتم الجغرافيون الذين يدرسون مفاوضات الهوية الدينية داخل مجتمعات مختلفة بالتعبير العلني للهوية الدينية، على سبيل المثال، كيف ينتصر الأتباع في اختلاف تقوم المواقع بتأسيس هوياتها (الدينية والثقافية) المميزة من خلال فهمها للدين وكيفية تقديمها خارجيا لالتزامها الديني (من حيث الممارسة الدينية والطقوس والسلوك). كموضوع عام، يتعلق التعبير عن الهوية الدينية بالجوانب المادية التي ترمز إلى الهوية الدينية (مثل الهندسة المعمارية وإنشاء وجود مادي) ، مع المفاوضات والصراعات في تأكيد الهوية الدينية في مواجهة الاضطهاد والاستبعاد ومع الشخصية ممارسات الطقوس الدينية والسلوكيات التي تعيد إثبات هوية الشخص الدينية 

## جغرافيا جديدة للدين
مع نمو البحوث المتعلقة بالجغرافيا والدين، ظهر التركيز على البحث الجغرافي في ظهور الأصولية الدينية، والتأثير الناتج عن ذلك على السياقات الجغرافية التي تطورت فيها.
بالإضافة إلى ذلك، أدت عمليات الهجرة إلى تطوير التعددية الدينية في العديد من البلدان، والتغيرات في المناظر الطبيعية التي تصاحب حركة واستقرار المجتمعات التي يحددها الدين هي محور رئيس في دراسة الجغرافيا والدين. يجب القيام بالمزيد من العمل لفحص التقاطعات والاصطدامات التي تحدث بسبب حركة المجتمعات (على سبيل المثال، هجرة المجتمعات المسلمة إلى الدول الغربية) وإبراز كيفية تفاوض هذه المجتمعات مع تجاربها الدينية في أماكن جديدة. تم نشر بحث حديث في هذا المجال بواسطة باري أي فان الذي يحلل تحولات السكان المسلمين في العالم الغربي والعوامل اللاهوتية التي تلعبها هذه الاتجاهات الديموغرافية.
يستكشف مجال جديد آخر من مجالات الاهتمام في دراسة الجغرافيا والدين مواقع مختلفة من الممارسات الدينية خارج «المقدسات الرسمية» - مثل المدارس الدينية، والمساحات الإعلامية، والممارسات المصرفية والمالية (مثل المصرفية الإسلامية ) والمساحات المنزلية هي مجرد بعض الطرق المختلفة التي تأخذ في الاعتبار المساحات غير الرسمية اليومية التي تتقاطع مع الممارسة الدينية والمعنى.

## قراءة إضافية
- دوغلاس، بول. (1926) 1000 مدينة كنائس مراحل التكيف مع البيئة الحضرية ؛ في ولايات متحدة. مجانا على الانترنت
- Knott، Kim (2005). The location of religion: a spatial analysis. Equinox Publishing Ltd. ISBN:9781904768753.  Knott، Kim (2005). The location of religion: a spatial analysis. Equinox Publishing Ltd. ISBN:9781904768753.  Knott، Kim (2005). The location of religion: a spatial analysis. Equinox Publishing Ltd. ISBN:9781904768753.
- Park، Chris (1994). Sacred worlds: an introduction to geography and religion. Routledge. ISBN:9780415090124.  Park، Chris (1994). Sacred worlds: an introduction to geography and religion. Routledge. ISBN:9780415090124.  Park، Chris (1994). Sacred worlds: an introduction to geography and religion. Routledge. ISBN:9780415090124.

## روابط خارجية
- خرائط المعتقدات الدينية في الولايات المتحدة